# Atmende Kugel
Eine Atmende Kugel ist in der Akustik die Modellvorstellung eines idealen Lautsprechers, der den Schall isotrop, also in alle Richtungen gleichmäßig, verbreitet. Mathematisch ausgedrückt ist sie ein Monopolstrahler, der eine punktsymmetrische Kugelwelle abstrahlt. Der Radius der atmenden Kugel schwingt mit kleiner Amplitude um den Ruhewert.
Für die akustische Messtechnik wäre es wünschenswert, einen allseitig gleichmäßig abstrahlenden Schallsender zur Verfügung zu haben; jedoch stößt seine Realisierung in Form eines Kugelstrahlers auf Schwierigkeiten. Immerhin kann sein Verhalten innerhalb gewisser Grenzen durch ein regelmäßiges Dodekaeder (Zwölfflächner) oder Ikosaeder (Zwanzigflächner) angenähert werden, in deren Flächenmitten jeweils gleichartige und mit gleichen elektrischen Signalen gespeiste Lautsprecher eingesetzt sind.
Der Name Monopol für den Kugelstrahler nullter Ordnung kommt aus der Betrachtung der Multipolentwicklung (Kugelflächenfunktion) des Schallfeldes. Verbreiteter sind allerdings Strahlungscharakteristiken der höheren Multipole (Dipol oder Kugelstrahler 1. Ordnung, Quadrupol oder Kugelstrahler 2. Ordnung...).